# Lophodermium validum
Lophodermium validum är en svampart som beskrevs av Y.R. Lin, Z.S. Xu & K. Le 2001. Lophodermium validum ingår i släktet Lophodermium och familjen Rhytismataceae.   Inga underarter finns listade i Catalogue of Life.